# Björnebryg

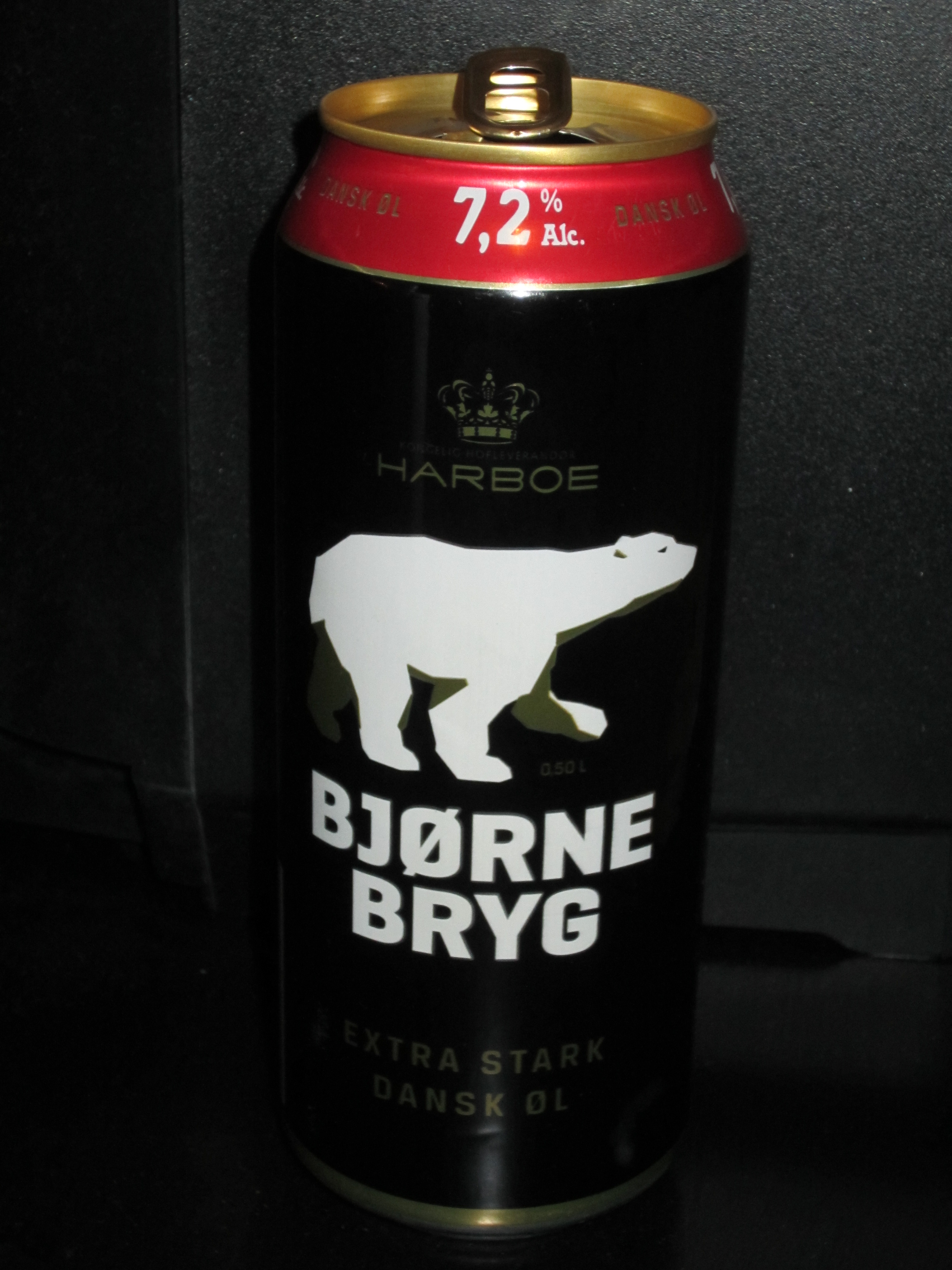
Harboe Bjørnebryg

Björnebryg (danska: Bjørnebryg), är ett danskt ölmärke av typen ljus lager som tillverkas av Harboes bryggeri sedan 1974.
I Danmark innehåller detta öl 7,7%, medan burkarna som säljs i Sverige rymmer 7,2 volymprocent alkohol. Ölet bryggs i Skælskør, Danmark även för den svenska marknaden. Ölet kallas Bear Beer utanför de nordiska länderna.
Innan lanseringen av Björnebryg hade Harboe nästan uteslutande producerat öl för den danska marknaden, men Björnebryg valde man att lansera internationellt. År 2016 såldes märket i över 60 länder. År 1994 lanserades ölet i Storbritannien under namnet Bear Beer.